# Ion Geantă
Ion Geantă (n. 12 septembrie 1959, Alexandru Vlahuță, România – d. 2 iulie 2019) a fost un caiacist român, laureat cu argint la Moscova 1980 în proba de K4 - 1.000 m.

## Distincții
- Ordinul „Meritul Sportiv” clasa a II-a (15 aprilie 1981) „pentru rezultatele deosebite obținute la Jocurile olimpice de vară de la Moscova — 1980, precum și pentru contribuția adusă la dezvoltarea activității sportive și la creșterea prestigiului sportului românesc pe plan internațional”[2]